# Nîjnea Kutuzovka (Izobilne), Crimeea
Nîjnea Kutuzovka (în ucraineană Нижня Кутузовка) este un sat în comuna Izobilne din orașul regional Alușta, Republica Autonomă Crimeea, Ucraina.

## Demografie
Componența lingvistică a localității Nîjnea Kutuzovka
     Rusă (85,05%)
     Ucraineană (9,61%)
     Tătară crimeeană (4,27%)
     Alte limbi (0,24%)
Conform recensământului din 2001, majoritatea populației localității Nîjnea Kutuzovka era vorbitoare de rusă (85,05%), existând în minoritate și vorbitori de ucraineană (9,61%) și tătară crimeeană (4,27%).